# Et si c'était vrai... (roman)
Pour les articles homonymes, voir Et si c'était vrai... (film).
Et si c'était vrai... est le premier roman de Marc Levy, publié en 2000, avec lequel il a remporté le prix Goya du premier roman. Selon Livres-Hebdo, cette édition du roman de Marc Levy s’est classée 4e des ventes poches en 2003, avec 212 800 exemplaires vendus en France en 2003.

## Résumé
Lauren Kline, jeune femme médecin, a un accident de voiture durant l'été 1996. Elle en sort "vivante" mais plongée dans un coma profond et demeure hospitalisée. Arthur, jeune architecte, emménage en son absence dans son appartement désormais inoccupé. Un jour, dans le placard de la salle de bains, il découvre Lauren sous la forme d'une sorte de fantôme. Elle lui explique qu'elle est en fait chez elle, dans SON appartement. Depuis son lit d'hôpital, elle peut se déplacer où elle veut en esprit si elle y pense très fort. Quand elle se "déplace" ainsi nul ne peut la voir ni l'entendre ; sauf apparemment Arthur, qui l'a donc surprise dans le placard.
Arthur ne sait plus que croire. Devient-il fou ? Est-ce son esprit qui lui joue des tours ? Et si c'était vrai... Devant tant d'éléments que lui donne Lauren, la femme que lui seul peut percevoir, il finit par y croire. Elle est là, mais pas vraiment.
Ni un esprit ni un fantôme, elle semble bien réelle ; mais son véritable corps est au cinquième étage de l'hôpital de San Francisco, en état de coma profond selon les médecins. Arthur va essayer de comprendre comment un esprit peut se séparer physiquement de son corps lors d'un coma et pourquoi lui seul la voit et l'entend.
Les médecins, qui ont perdu tout espoir de la voir un jour sortir du coma, conseillent à la mère de choisir l'euthanasie ; Lauren le sent, l'entend et appelle Arthur à son secours. Pour éviter qu'ils ne "débranchent" Lauren, Arthur et son meilleur ami décident d'enlever le corps de l'hôpital. Arthur parvient à se faire passer pour un vrai médecin faisant une intervention d'urgence sur un diabétique. Ils emmènent le corps à bord d'une vieille ambulance d'une trentaine d'années.
La police enquête ; malgré des indices épars, un inspecteur retrouve la maison où se trouve le corps, mais il n'a pas assez d'éléments pour convaincre un procureur de perquisitionner cette maison. L'enquêteur est aussi très intrigué car il n'arrive pas à trouver un mobile plausible pour ce kidnapping d'une personne dans le coma.
La jeune femme convainc l'architecte de rendre son corps à l'hôpital, afin que lui puisse retrouver une vie normale, sans risquer une peine de cinq ans de prison. Ils arrivent à rendre le corps à l'hôpital sans se faire prendre. Après quelques jours, le fantôme de la jeune femme s'estompe petit à petit, ce qui provoque le désespoir de l'architecte, qui croit qu'elle a été euthanasiée.
En fait la jeune femme sort de son coma, au grand étonnement des médecins ; elle est très affaiblie et incapable de marcher. Elle ne se souvient pas de l'architecte, mais est prête à nouer une relation de confiance avec cet inconnu.

## Les personnages
- Lauren Kline

La femme médecin urgentiste en coma stade 4.
- Arthur

L'architecte ; comme il parle à un fantôme qu'il est le seul à voir, les gens pensent qu'il est fou. C'est un homme très sympathique.
- Lili, la mère d'Arthur

Atteinte d'un cancer alors qu'Arthur était enfant, son souvenir a profondément marqué son fils.
- Paul

Meilleur ami d'Arthur mais aussi son associé. Il gère avec Arthur une entreprise d'architecture.
- George Pilguez

Inspecteur de police chargé de l'enquête sur la disparition du corps de Lauren.
- La mère de Lauren

Alors qu'elle promène Kali, la chienne de sa fille, Arthur en profite pour la rencontrer, avec pour but de dissuader Mme Kline d'accepter la demande des médecins d'euthanasier Lauren.

## Adaptation cinématographique
Et si c'était vrai a été adapté au cinéma par Mark S. Waters avec Reese Witherspoon et Mark Ruffalo en personnages principaux et produit par Steven Spielberg (DreamWorks). Le film est sorti en France le 23 novembre 2005.